# 湖南广播电视台国际频道
湖南广播电视台国际频道（Hunan TV World）是湖南广播电视台旗下的国际电视频道，于2009年5月20日下午在香港正式开播，以“快乐全球华人”（Be Happy Be Chinese）为宣传口号，向全球华人提供华语电视节目。湖南国际频道主要转播湖南卫视的部分自制节目。

## 历史

澳广视湖南卫视国际频道標誌

原为2004年开播的湖南卫视海外版，2009年5月20日，升级为湖南卫视国际频道。在澳門，该频道由澳門廣播電視负责转播。